# Nagrada Ljudevit Jonke
Nagrada Ljudevit Jonke nagrada je Matice hrvatske što nosi ime velikana jezikoslovne znanosti i prevodilaštva Ljudevita Jonkea dodjeljuje se za iznimna postignuća jezikoslovaca za promicanje hrvatskoga jezika i književnosti u svijetu.

## Dosadašnji dobitnici i dobitnice

### 2007.
- Dušan Karpatský, antologija Koráb korálový. Tisíc let charvátské poezie v díle stovky básníků (Fuori Prague, Prag 2007).

"Dušan Karpatský dosad je na češki jezik preveo cijelu odabranu knjižnicu iz hrvatske književnosti. Prevodio je opsežna i klasična prozna djela, prepjevao je brojne hrvatske pjesme starijih i novih pjesnika. Sam je, ili zajedno s drugim suradnicima, priredio dvije antologije hrvatskoga pjesništva – prva je "Moja duša je more – Ma duše je more", 2001., a druga je najopsežnija antologija hrvatskoga pjesništva uopće – "Korablja od koralja – Koráb korálový", koja nosi podnaslov "Tisuću godina hrvatskoga pjesništva", te sadrži pjesme i pjesničke tekstove od Bašćanske ploče do naših dana. Za svoje je prijevode dobio i uglednu godišnju nagradu INA-e. Sastavio je i Zlatnu knjigu češkoga pjesništva u izdanju Nakladnoga zavoda Matice hrvatske. Svojim je radom i djelovanjem zadužio hrvatsku pisanu kulturu te je s pravom predložen i izabran za prvoga nagrađenika nagrade Matice hrvatske Ljudevit Jonke – profesor Ljudevit Jonke bio je predsjednik Matice hrvatske u najtežim njezinim godinama, a i sam je preveo brojna klasična djela iz češke književnosti na hrvatski jezik".

### 2009.
- Grzegorz Łatuszyńsky, Okna szaleństwa, prijevod stihova Slavka Mihalića na poljski jezik, Agawa, Warszawa 2008.

Nagrada "Ljudevit Jonke" koja se dodjeljuje za iznimna postignuća u promicanju hrvatskoga jezika i književnosti u svijetu, uručena je Grzegorzu Łatuszyńskom za prijevod Slavka Mihalića na poljski ("Okna szaleństwa"). Poljskim prijevodom izbora iz Mihalićeva opusa "Okna szaleństwa" slavista i traduktologa Grzegorza Łatuszyńskoga, "utrt je put recepciji ponajboljega hrvatskog pjesnika i u poljskom jeziku", sudi u obrazloženju Ante Stamać. Łatuszyńsky, prevevši pedesetak hrvatskih pjesnika na poljski, izrazito je zaslužan prevoditelj, a do kraja godine, najavio je, izići će i antologija hrvatskoga pjesništva na poljskome jeziku u njegovu izboru. Nije naodmet podsjetiti kako je Ljudevit Jonke, po kojemu nagrada nosi ime, kao prevoditelj s češkoga smatrao da je od iznimne važnosti afirmirati nas u zapadnoslavenskom prostoru – čemu Łatuszyńsky, "zaražen ljubavnim bacilom prema južnoj slavistici", nedvojbeno pomaže.

### 2010. i 2011.
- Aleksandra Ščukanec, Njemačko – hrvatski jezični dodiri u Gradišću, Hrvatska matica iseljenika, Zagreb, 2011.

Knjiga »Njemačko – hrvatski jezični dodiri u Gradišću« nastala je kao rezultat istraživanja koja je mlada hrvatska germanistica s Filozofskoga fakulteta u Zagrebu dr. Aleksandra Ščukanec provela pripremajući svoju doktorsku disertaciju. Na 430 stranica raspoređenih u 11 poglavlja autorica analizira njemačko – hrvatske jezične dodire u austrijskoj pokrajini Gradišće. Korpus na kojem je autorica istraživala nisu bili samo tradicionalni pisani izvori, nego i blogovi i forumi te u velikoj mjeri govoreni jezik te se tako nudi vrlo razvedena slika trenutačne jezične situacije u Gradišću. Spoznaje o njoj obogaćene su opsežnim pregledom povijesnih događaja, političkih okolnosti, demografskih kretanja u proteklim stoljećima, a posebno relevantnim opisima književnopovijesnih i povijesnojezičnih podataka i procesa. Interdisciplinarni pristup i originalni analitički instrumentarij pomogli su da se ponudi relevantan, na visokoj razini ostvaren dijakronijski i sinkronijski opis gradšćanskohrvatske ne samo jezične problematike koju zbog jasnoće iskaza, primjerene metodologije i dosljedne terminologije mogu pratiti ne samo jezikoslovci, nego i obrazovani laici.